# Улица Теллискиви
Улица Те́ллискиви (эст. Telliskivi tänav, в переводе с эстонского Кирпи́чная) — улица в Таллине, столице Эстонии.

## География
Находится в районе Пыхья-Таллинн. Проходит через микрорайоны Каламая и Пелгулинн. Начинается у Палдиского шоссе, на границе с микрорайоном Лиллекюла, пересекается с улицами Мулла, Ристику, Ыле, Роху и Хейна и железной дорогой, заканчивается на перекрёстке с улицей Копли.
Протяжённость улицы — 1248 м.

## История

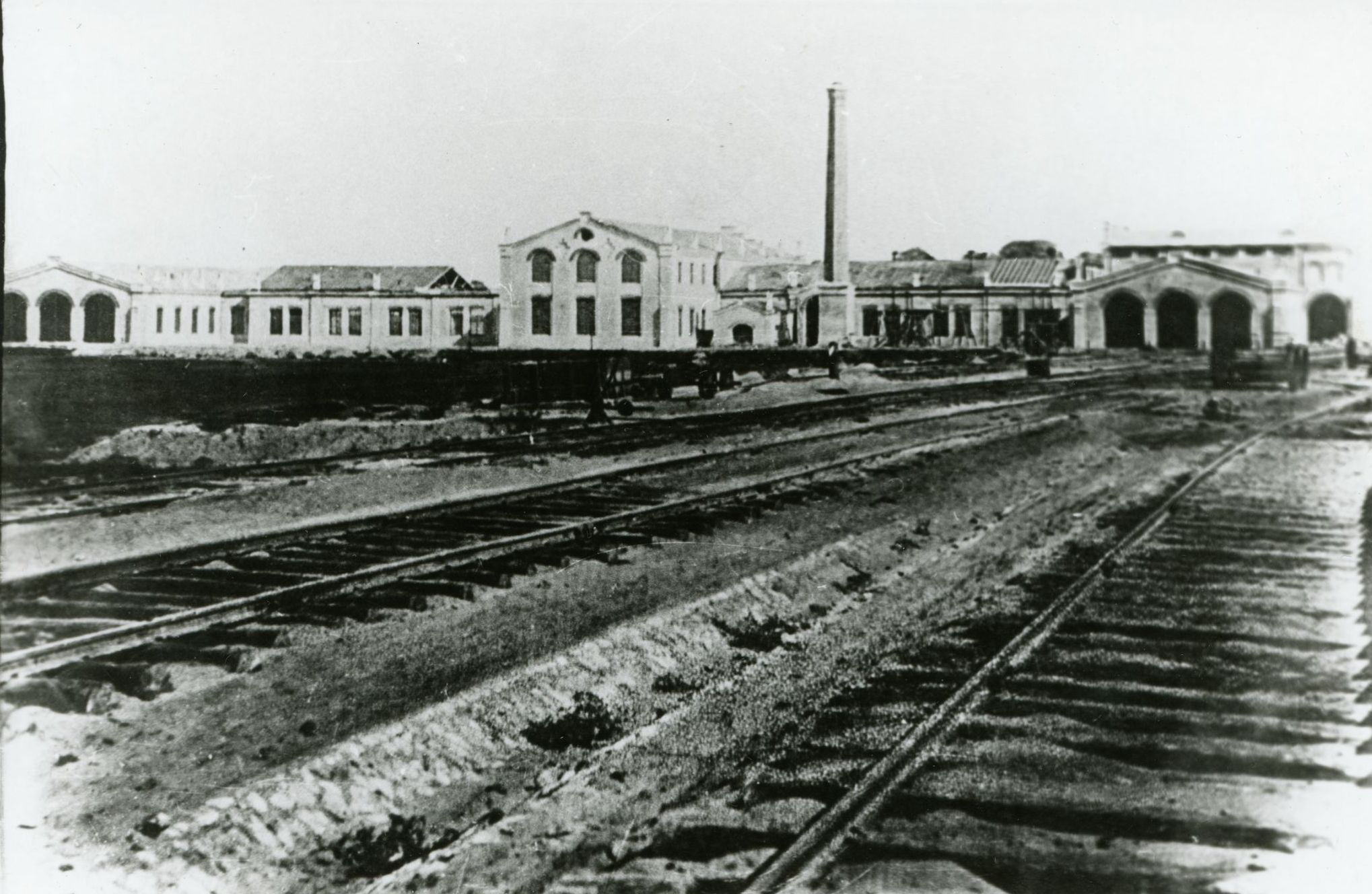
Главные железнодорожные мастерские Балтийской железной дороги, 1871 год

Направление будущей улицы, как луговой дороги, существовало уже в XVII веке. Название Теллискиви (нем. Ziegelstrasse) впервые использовано в плане района 1878 года, который был официально утверждён в 1882 году. Улица получила своё название от кирпичного завода Иоганна Грабби (Johann Grabby), находившегося в начале современной улицы Роо. Изначально улица Теллискиви имела булыжную мостовую. В 2013 году был осуществлён её капитальный ремонт.
В старом деревянном доме по адресу Telliskivi tn 21 (не сохранилось) размещался штаб коммунистического восстания 1 декабря 1924 года.
В 1933—1938 годах по проекту инженера Вильгельма Салеманна (Wilhelm Salemann, 1884–1942) на участке недвижимости по адресу Telliskivi tn 57B велось строительство железнодорожной станции «Копли-товарная». Изначально станция, расположенная возле Главных железнодорожных мастерских Балтийской железной дороги (Telliskivi tn 60), носила название «Теллискиви-товарная», но в народе её называли Коплиской, и это затем стало её официальным названием. Старейшие из зданий железнодорожных мастерских были возведены в конце XIX века.
В советское время по адресу Telliskivi tn 60 и Telliskivi tn 60А располагались административное здание, производственные корпуса, котельная и склад электротехнического завода имени М. И. Калинина. Завод использовал под свои нужды все старинные строения бывших железнодорожных мастерских, остальные заводские здания были возведены в основном в 1960—1980-х годах. В 2009 году на месте бывшего завода началось создание «Творческого городка Теллискиви».
Общественный транспорт по улице не ходит.

## Застройка

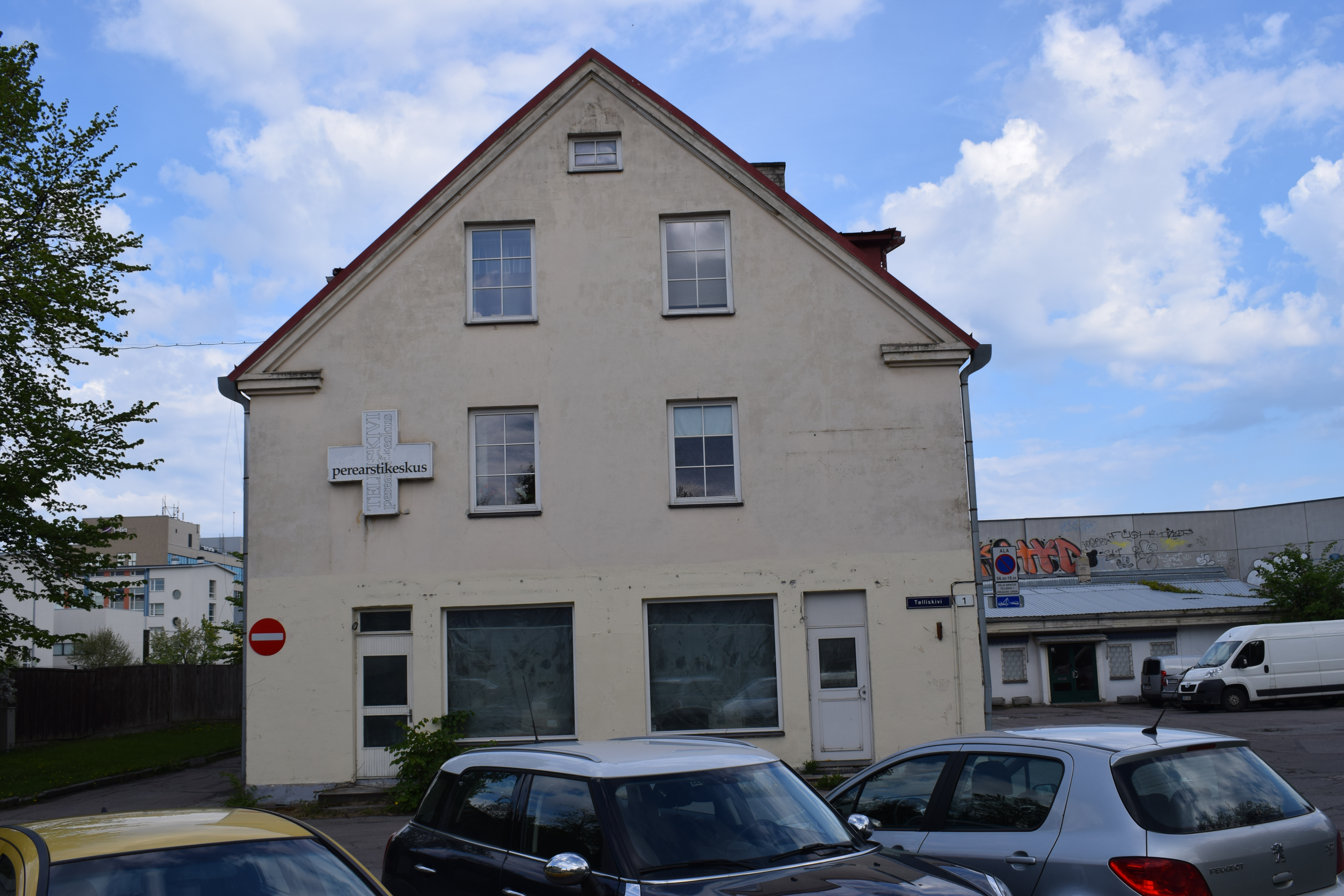
Дом 1

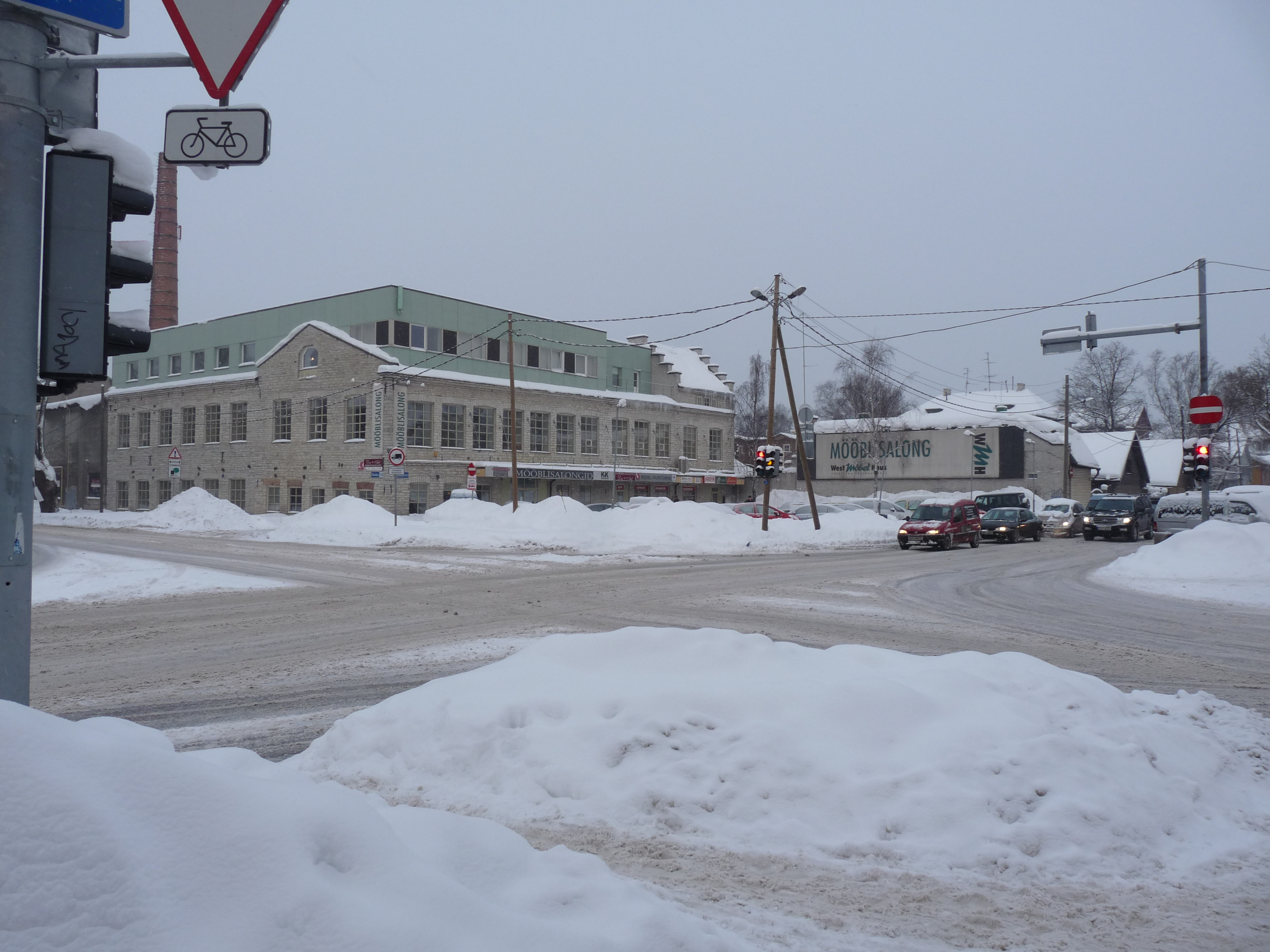
Дом 21

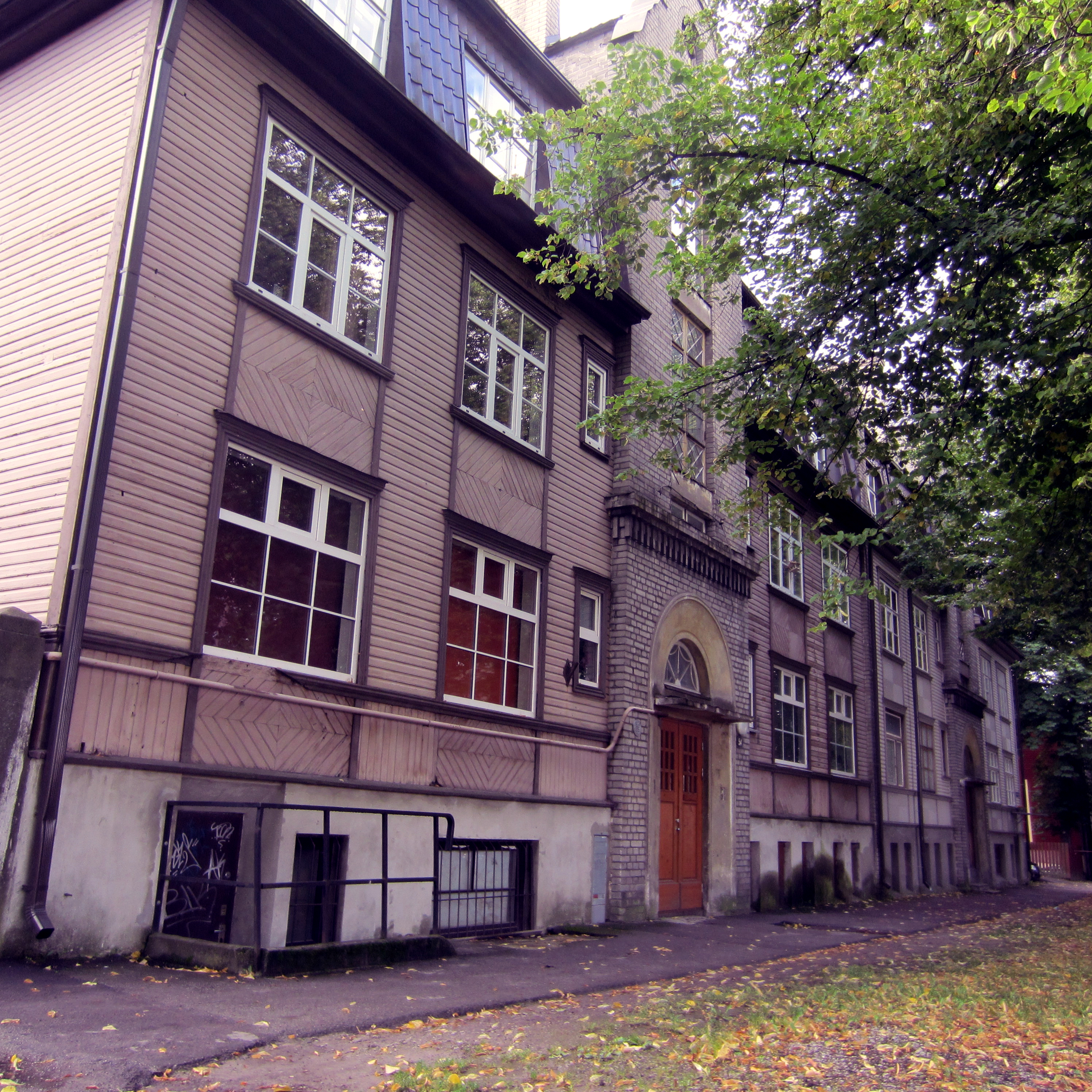
Дома 52 и 54, памятник культуры

- Дом 1 — Центр семейных врачей Теллискиви, ранее здесь располагалось почтовое отделение.
- Дом 2 – деревянный дом, построенный в 1902 году[3]. Долгие годы в нём работал магазин тканей, в настоящее время здесь — ресторан «Kolm Sibulat» (в переводе с эстонского «Три луковицы»).
- Дом 3 – производственное здание.
- Дома 6 и 8 — двухэтажные жилые дома, построены во второй половине 20-го столетия.
- Дом 9 — трёхэтажный жилой дом, построен в 1968 году.
- Дом 10 – двухэтажный жилой дом, построен в 1909 году по проекту Вольдемара Лендера[эст.], пристройка возведена в 1913 году по проекту Александра Бюргера[эст.].
- Дом 11 — трёхэтажный жилой дом, построен в 1939 году.
- Дом 12 — трёхэтажный деревянный жилой дом, построен в 1912 году.
- Дом 13 (Telliskivi tn. 13 / Mulla tn. 1) — магазин-павильон «Дом мебели» был построен в 1980 году на месте колхозного рынка, открытого на площадях, расчищенных от разрушенных в ходе мартовской бомбардировки Таллина в 1944 году зданиях, и работавшего до середины 1970-х годов. В настоящее время в здании работают мебельный магазин, магазин матрасов и супер-маркет «A1000 Market».
- Дом 14 — двухэтажный деревянный жилой дом, построен во второй половине 20-го столетия.
- Дома 16/1 и 18/1 — стоящие рядом трёхэтажные жилые дома, построены в 2014 году.
- Дом 20 — одноэтажный деревянный жилой дом с мансардой, построен в 1920-х годах.
- Дом 21 (Telliskivi tn. 21 / Ristiku tn. 10) —  здание на перекрёстке с улицей Ристику построено после Второй мировой войны на месте разрушенного четырёхэтажного производственного здания Завода растительных масел, который с 1951 года носил название «Таллинский маргариновый завод». В 1960 году он был объединён с Таллинским парфюмерно-жировым комбинатом, в здании работал маргариновый цех[5].
- Дом 22 – двухэтажный жилой дом, построен в 1930-х годах.
- Дома 23 и 23А — деревянные жилые здания, построены в конце 19-го столетия.
- Дом 24 — двухэтажный дом, построен в 1993 году. На первом этаже работает продуктовый магазин торговой сети Selver, на втором этаже — хостел «Telliskivi Hostel».
- Дом 25 — построен в 1894 году, предположительно, по проекту Р. Кнюпфера 1876 года, реновирован в 2014 году[3].
- Дом 31 — двухэтажный деревянный жилой дом, первый этаж построен в 1898 году по проекту Константина Вилкена (Konstantin Wilcken), второй этаж — в 1908 году про проекту Моисея Клибанского (Moisei Klibanski).
- Дом 32 – двухэтажный одноподъездный жилой дом, построен в 1930-х годах.
- Дом 36 — двухэтажный дом с мансардой построен в 1936 году. До завершения строительства поликлиники на улице Сыле здесь работала Пелгулиннаская поликлиника.
- Дом 38 – четырёхэтажный каменный дом, построен в 1928 году. На первом этаже торговый площади, на остальных — квартиры.
- Дом 43 — построен в 1868 году. Старейший дом микрорайона Пелгулинн[3].
- Дом 52 и дом 54 — два отдельно стоящих идентичных жилых дома, разделённых брандмауэром. Построены в 1931 году. Памятник архитектуры[6].
- Дом 56 — Пелгулиннаский народный дом. Построен в 1931 году как молельный дом эстонской общины Церкви адвентистов седьмого дня. В советское время (в 1950 году) здание было передано Таллинской Центральной библиотеке, с 1957 года в нём работал Дом культуры Калининского района города Таллина.
- Дом 57 — бывшее вагонное депо, построенное в 19-м столетии и расширенное в 1953 году, часть станции «Копли-товарная». В настоящее время в здании работают магазины и точки общепита.
- Дом 57B — бывшая станция «Копли-товарная», строительство которой было завершено в 1938 году.
- Дом 61 — продуктовый магазин торговой сети Rimi[эст.].
- Дом 62 — бывший цех ремонта пассажирских вагонов. В настоящее время в здании работает магазин вина и пива «Sip».
- Дом 64 — последний дом на улице, бывшее административное здание Балтийской железной дороги. В настоящее время в здании располагается гостиница «Hektor Konteinerhotell» с концепцией совместного проживания / совместной работы. Функциональные комнаты построены из морских контейнеров, вместе с общими кухнями, коворкинг-зонами и комнатой для йоги создают комфортную жилую среду.

Улица Теллискиви
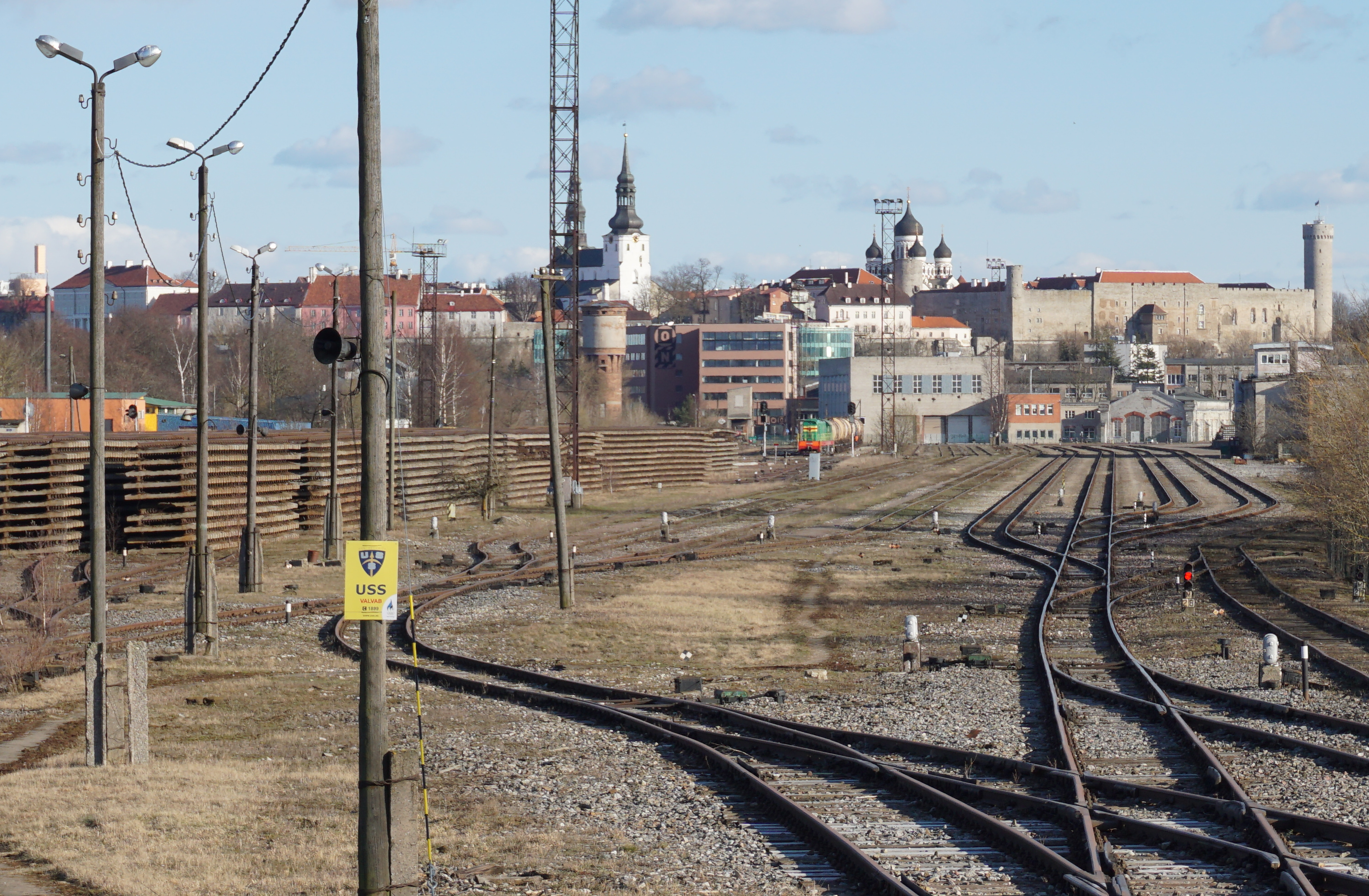
Вид на улицу и Тоомпеа со стороны станции «Копли-товарная»
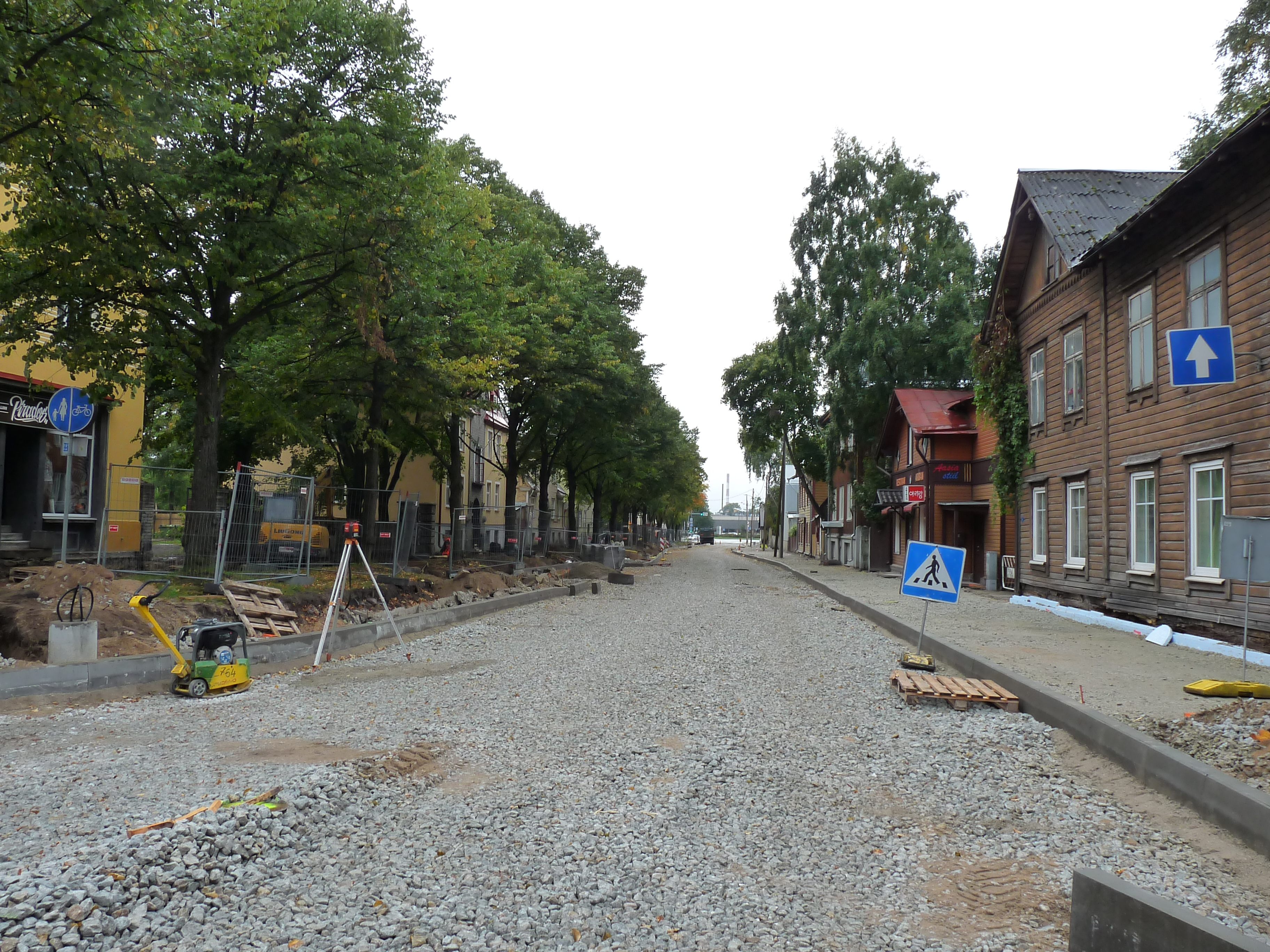
Улица в ходе реконструкции 2013 года
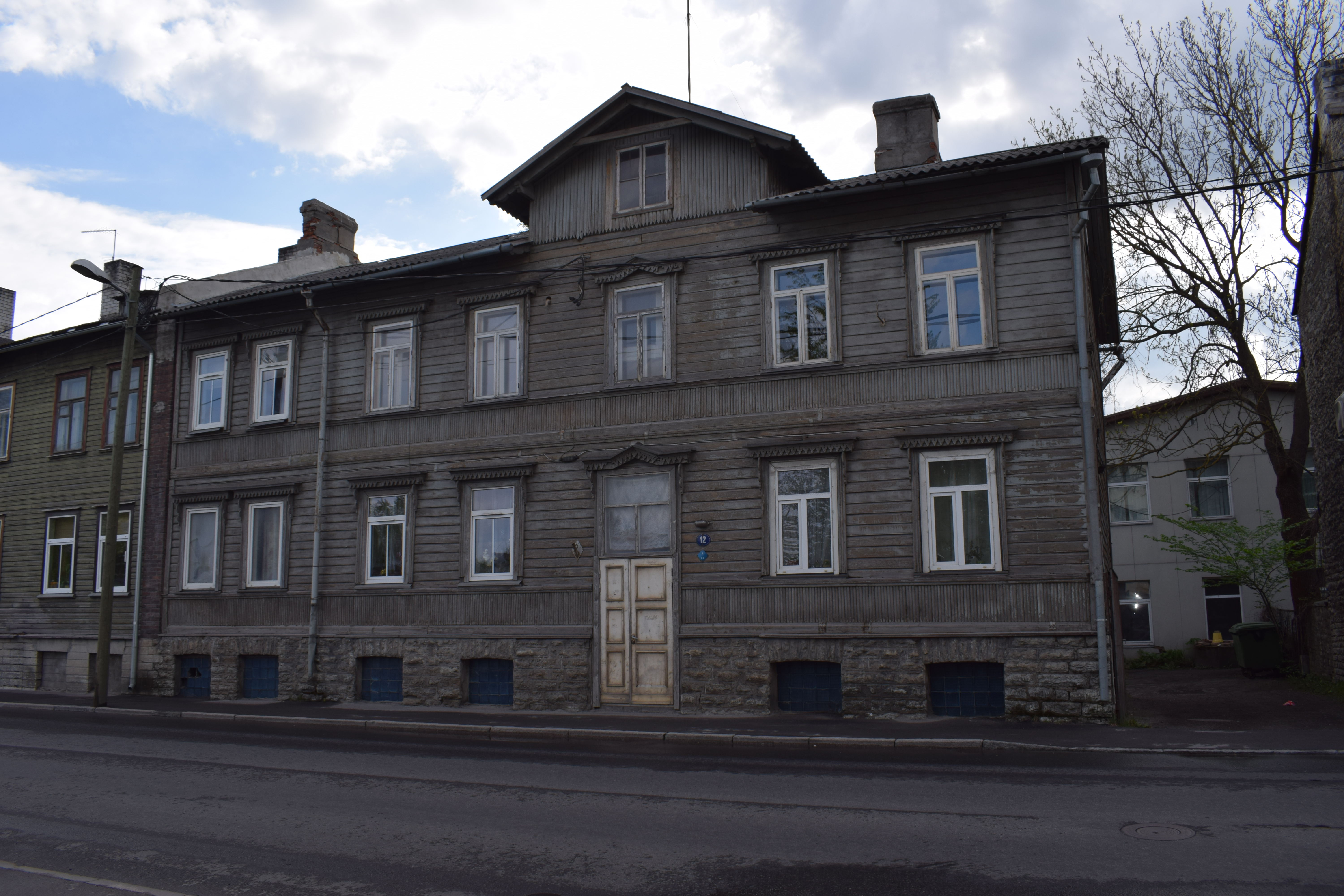
Дом 5
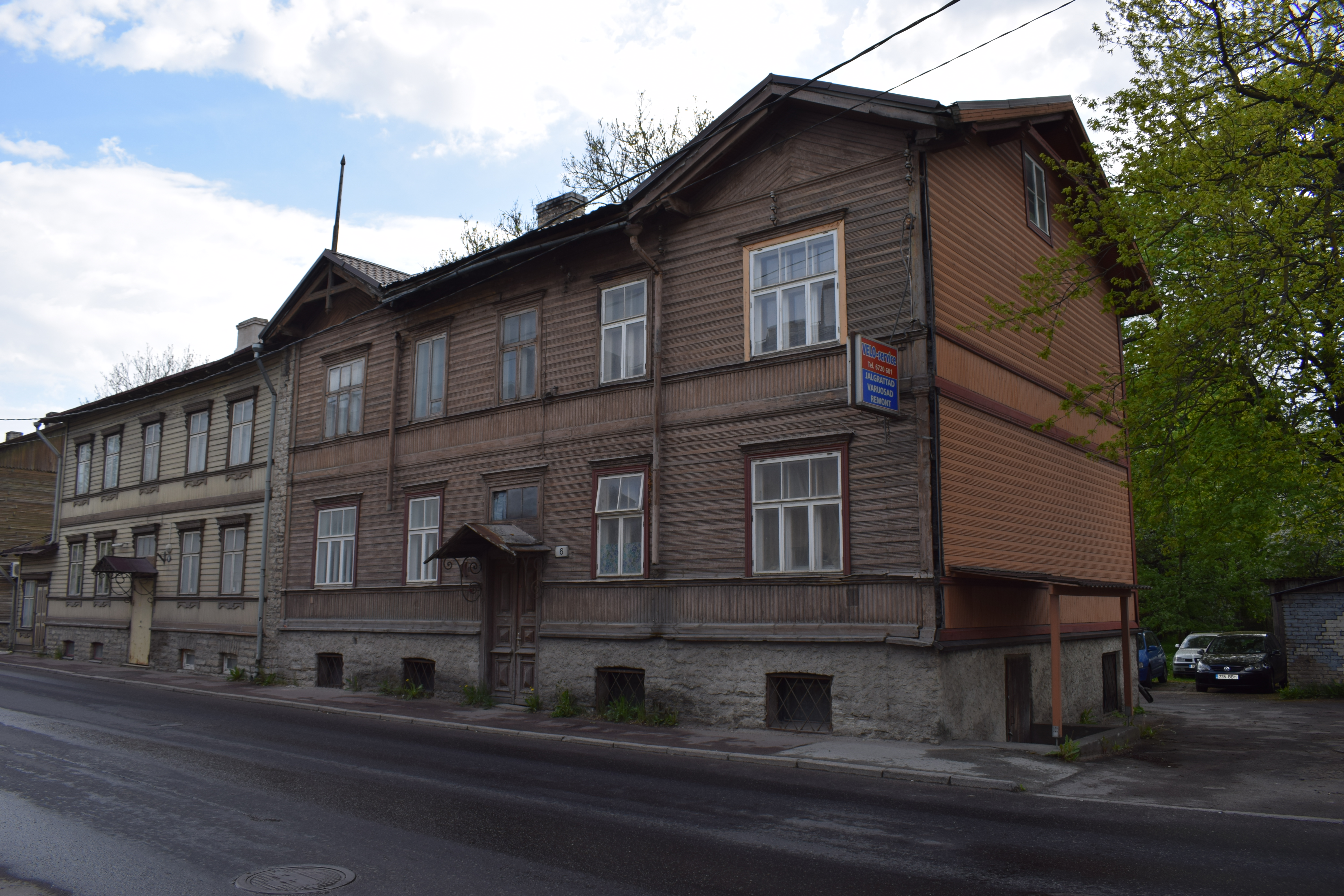
Дом 6
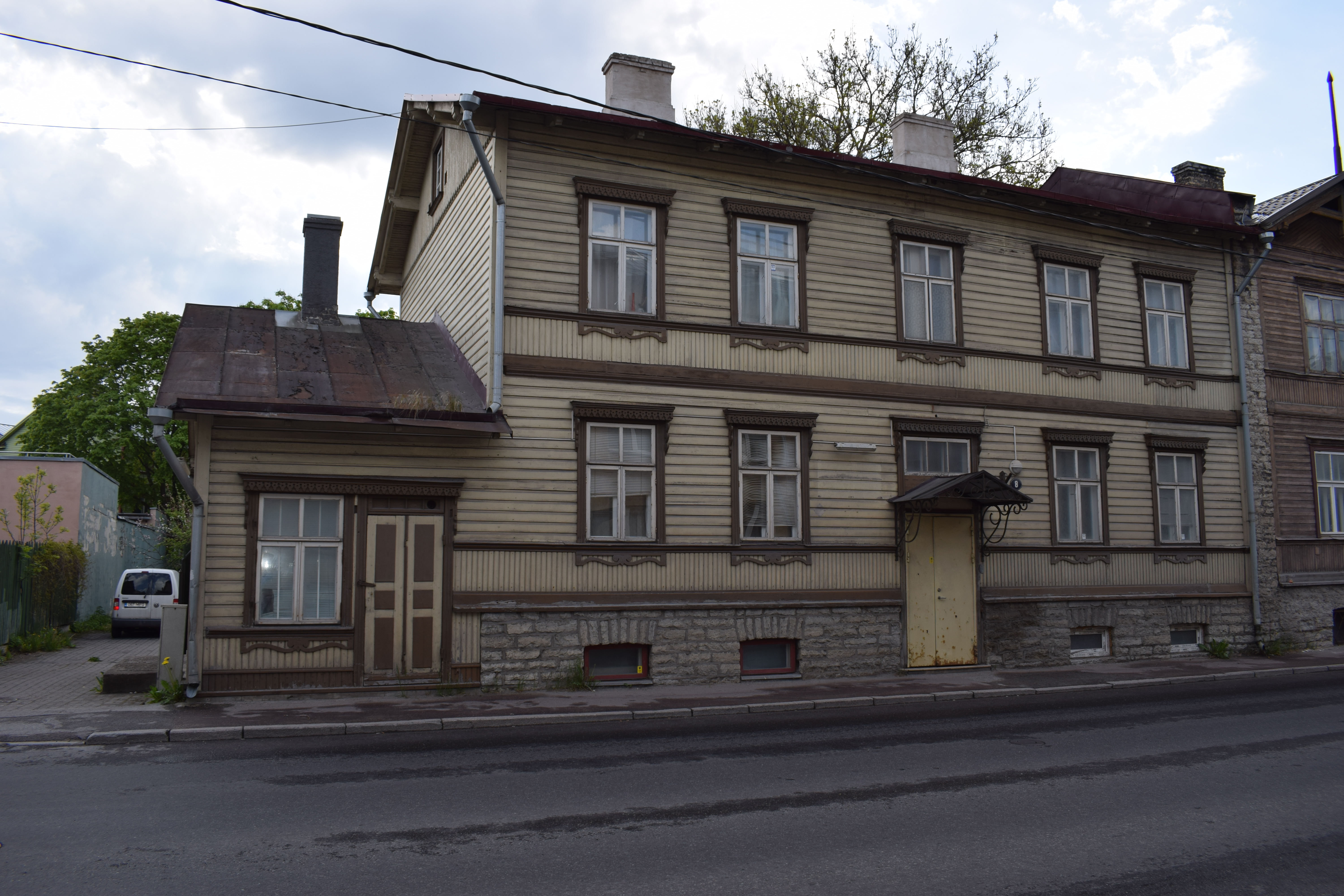
Дом 8
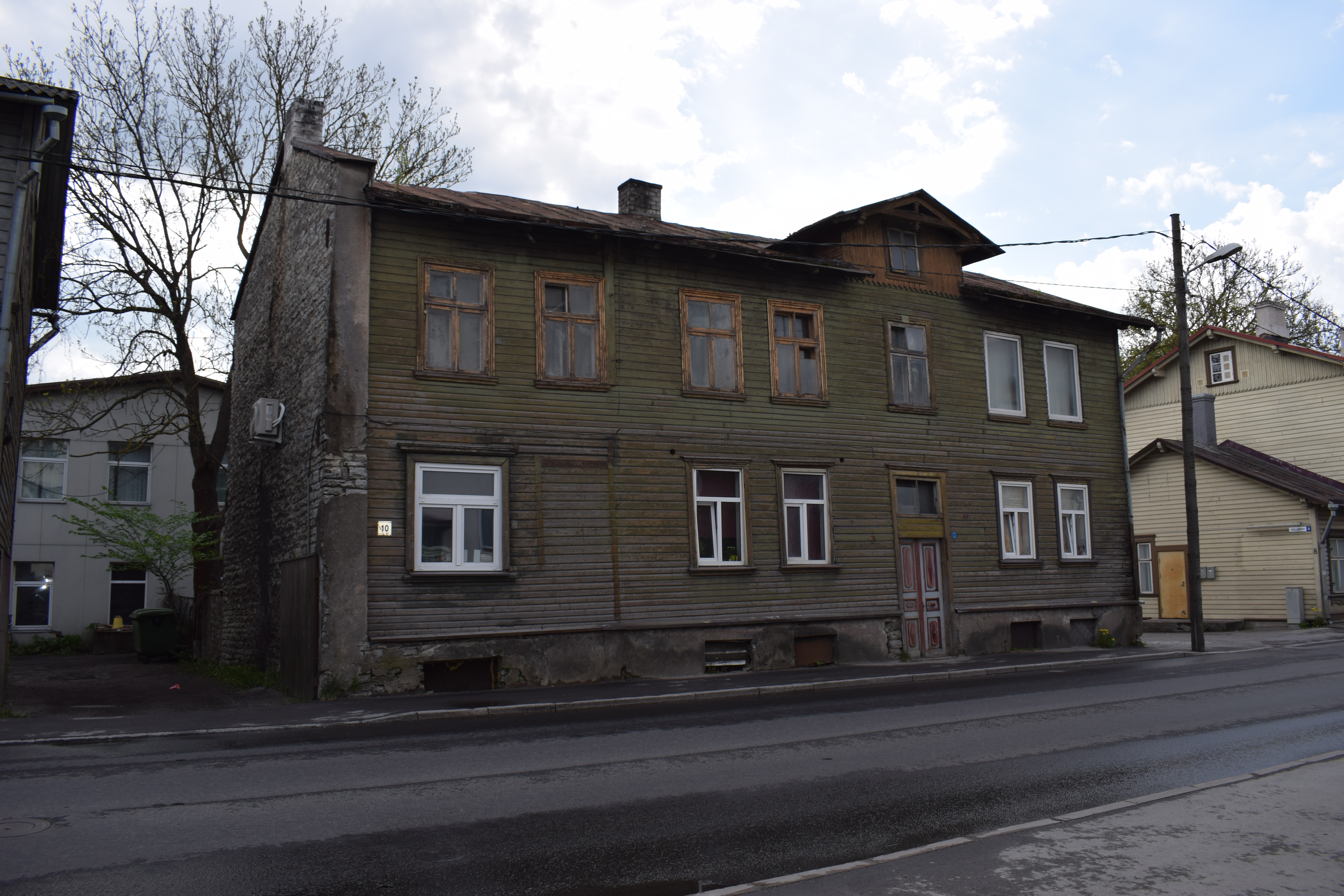
Дом 10
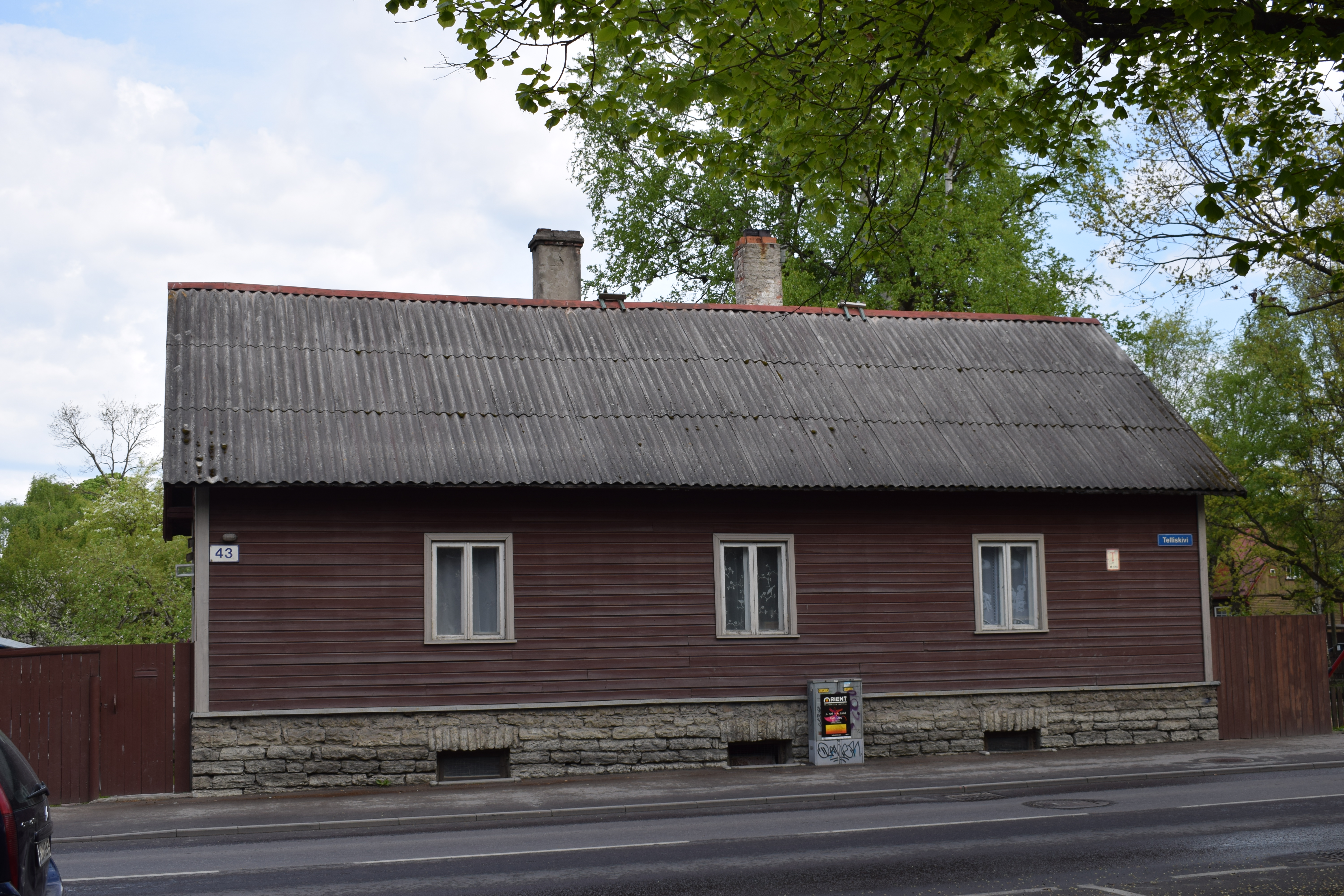
Дом 43
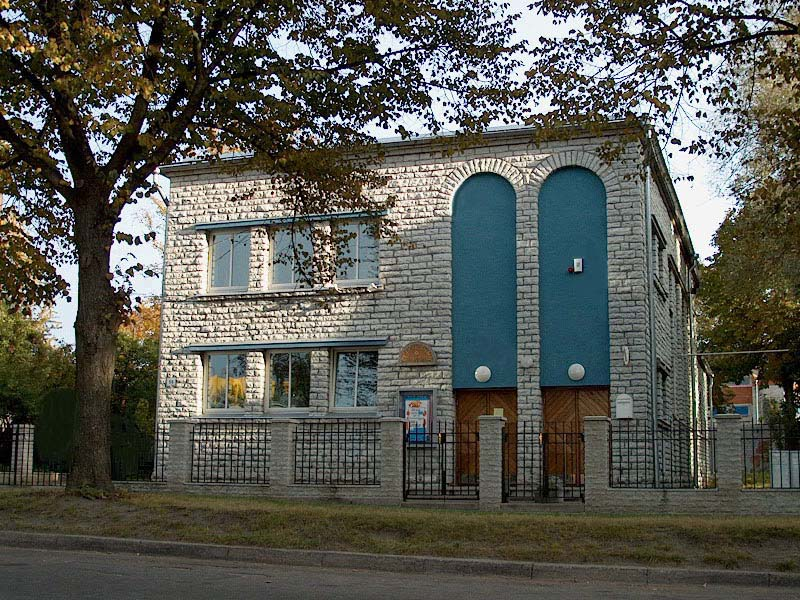
Дом 56, Пелгулиннаский народный дом
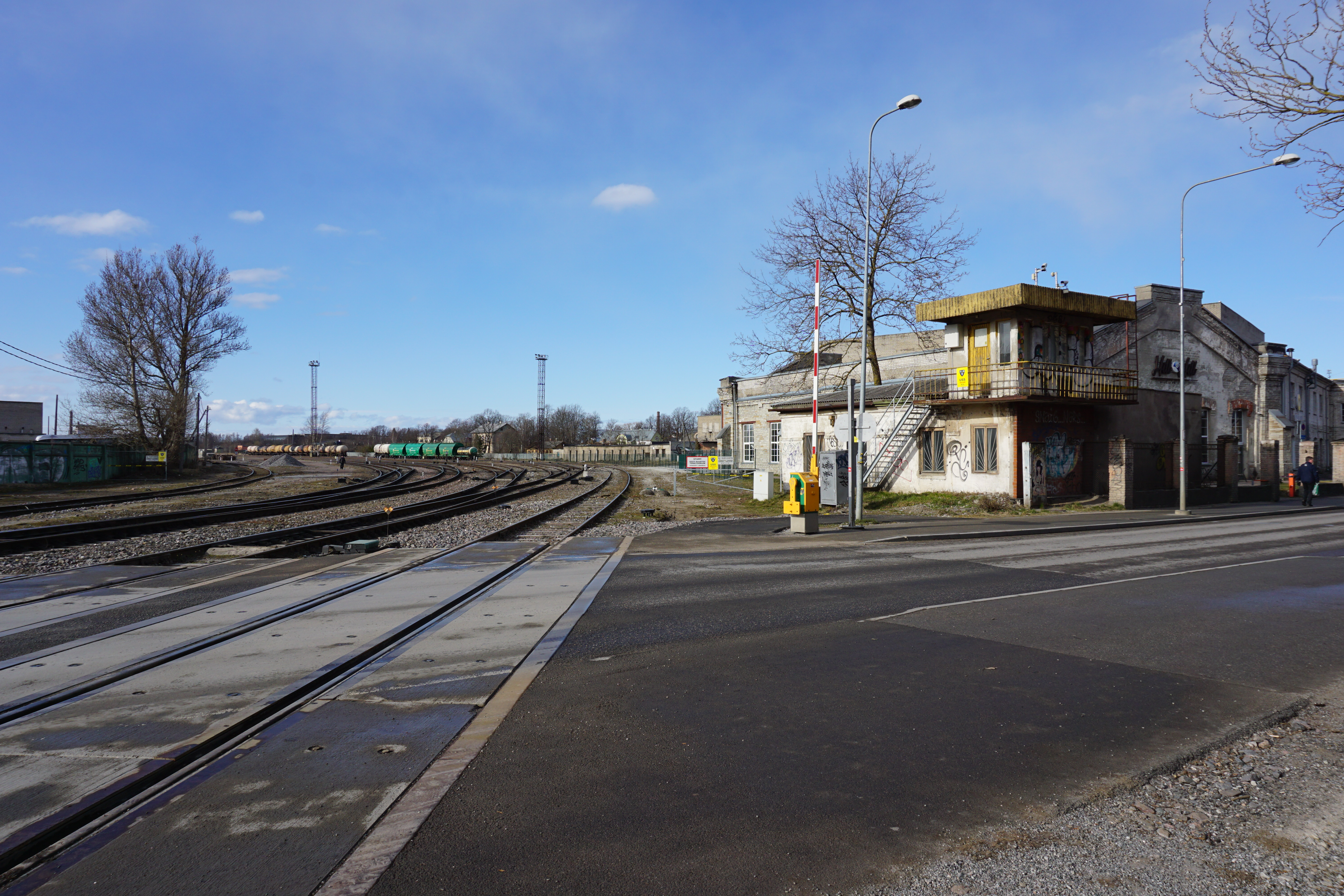
Железнодорожный переезд
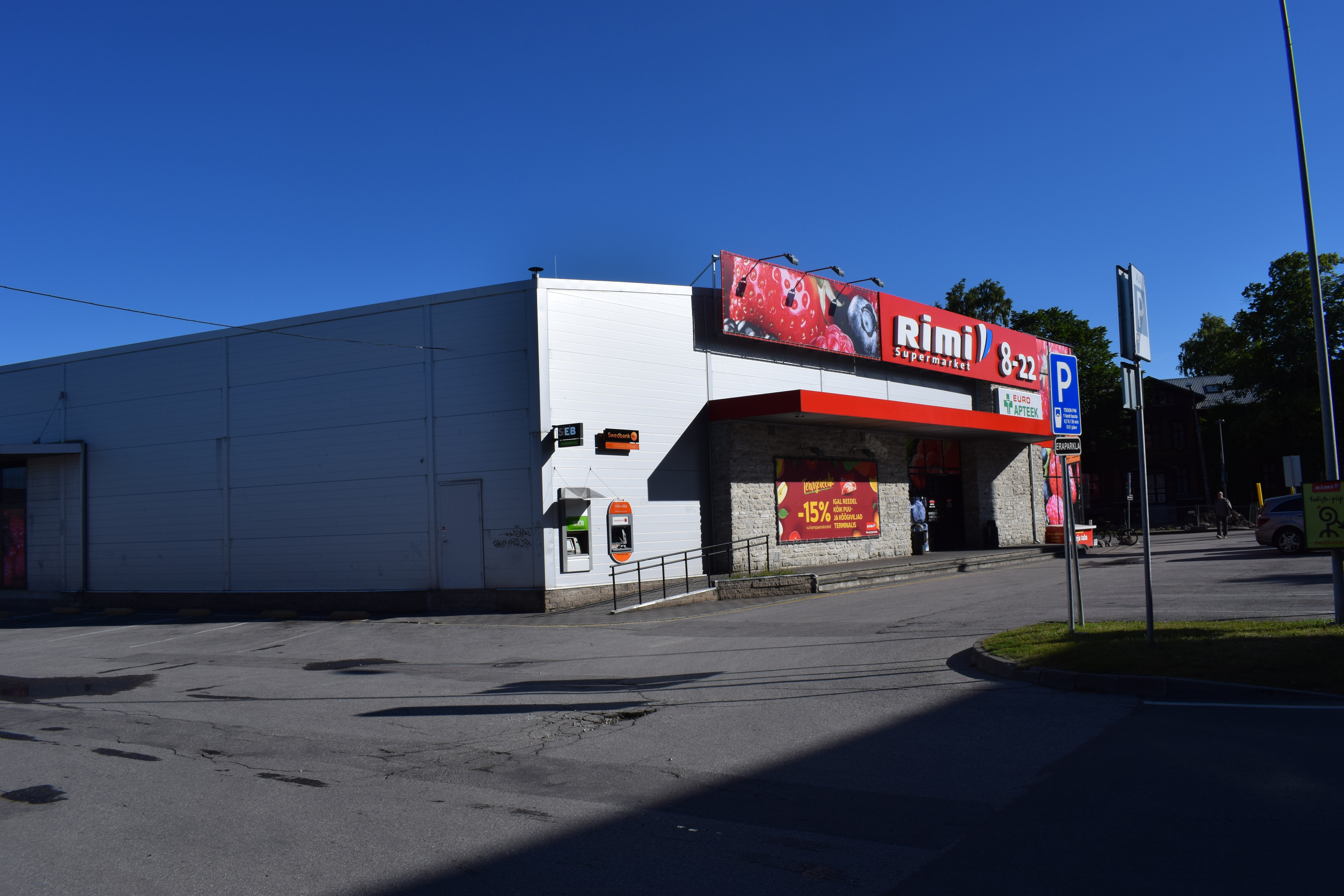
Дом 61

### Творческий городок Теллискиви
По адресу ул. Теллискиви 60, к юго-западу от Балтийского вокзала, расположен «Творческий городок Теллискиви».
В 2009 году владельцы промышленного квартала на улице Теллискиви фирмы Bonaprix OÜ и Estel Pluss AS объявили публичный архитектурный конкурс на территорию между улицей Теллискиви и Балтийским вокзалом — исторически сложившийся промышленный квартал, известный своими железнодорожными ремонтными заводами, построенными в конце XIX века. Этот район был связан с железной дорогой до 1950-х годов и был окружен с трёх сторон рельсами. Производственные корпуса устарели, новые собственники переехали на другие площади.
В настоящее время в «Творческом городке Теллискиви» расположено более 10 зданий, связанных с так называемой «творческой» экономикой. Общая площадь зданий составляет более 25 000 м². Здесь работает несколько сотен предприятий, 9 ресторанов, 2 театра, многочисленные конференц-залы и помещения для семинаров. Творческий городок организует такие крупные городские мероприятия, как «Танцевальная вечеринка Теллискиви», «Таллиннский фестиваль уличной еды», «Блошиный фестиваль Теллискиви» и «Скрытая сторона Теллискиви». До пандемии коронавируса каждый год здесь проводилось более 600 культурных мероприятий, число посетителей которых составляло около миллиона человек.

Творческий городок Теллискиви
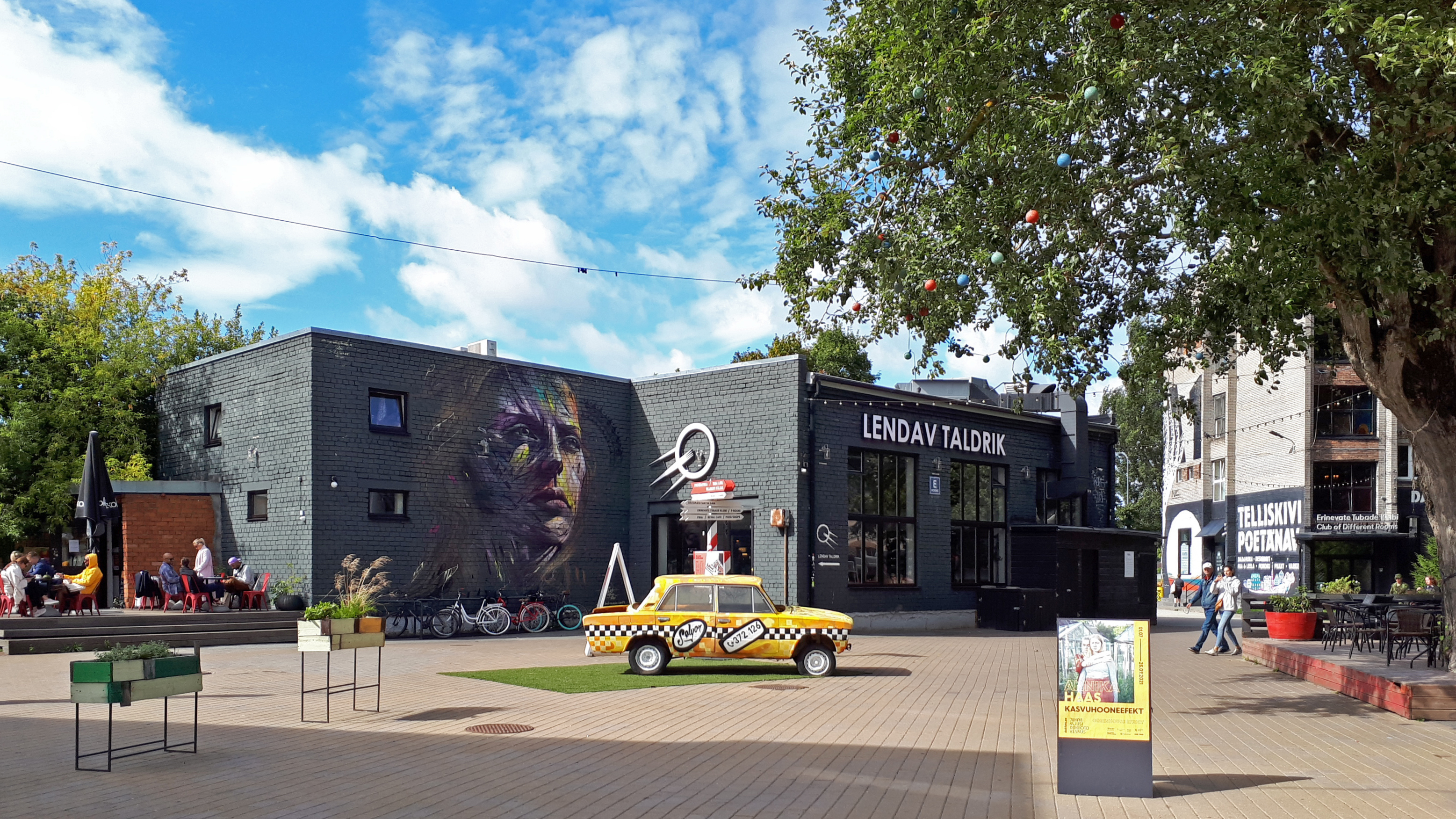
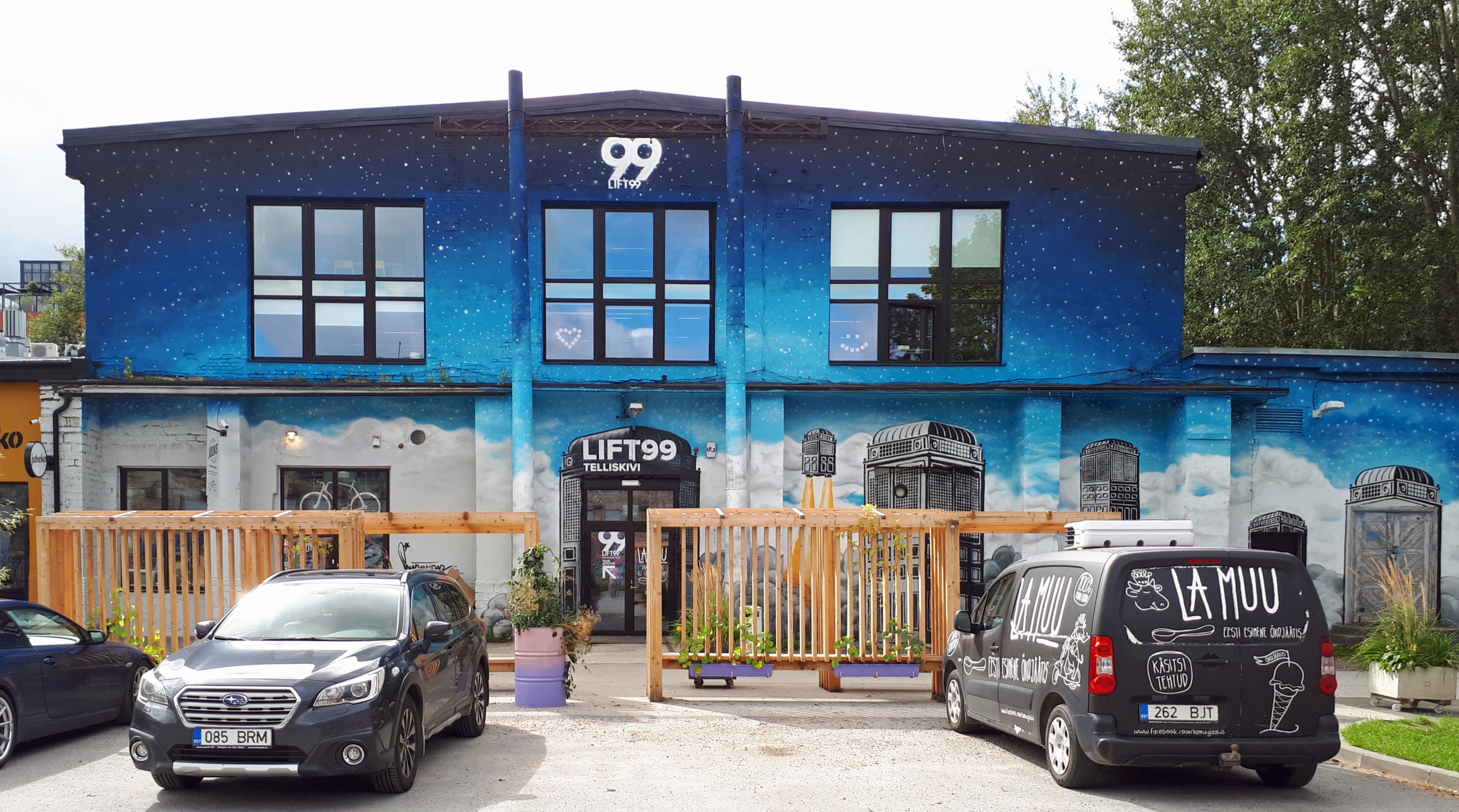
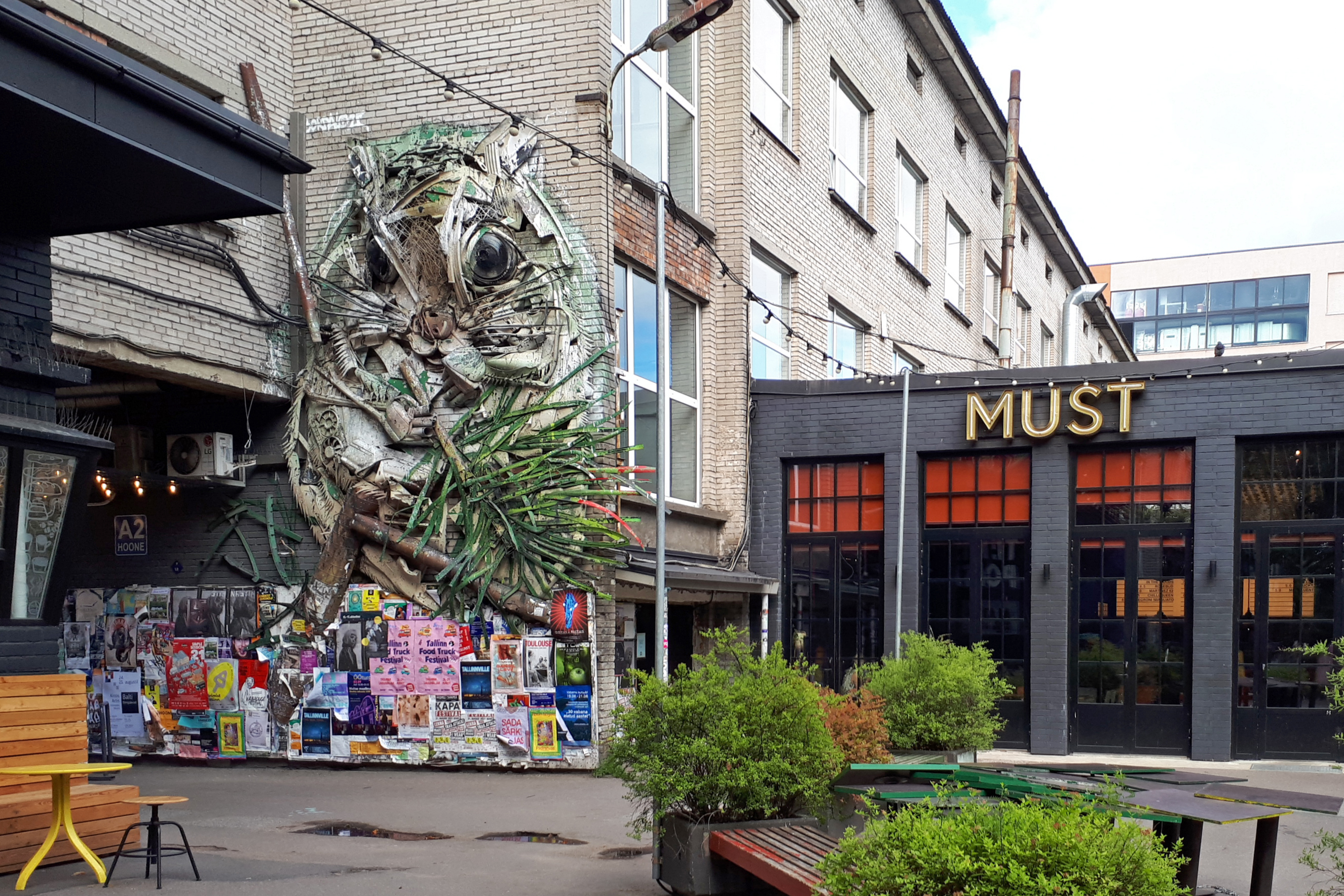
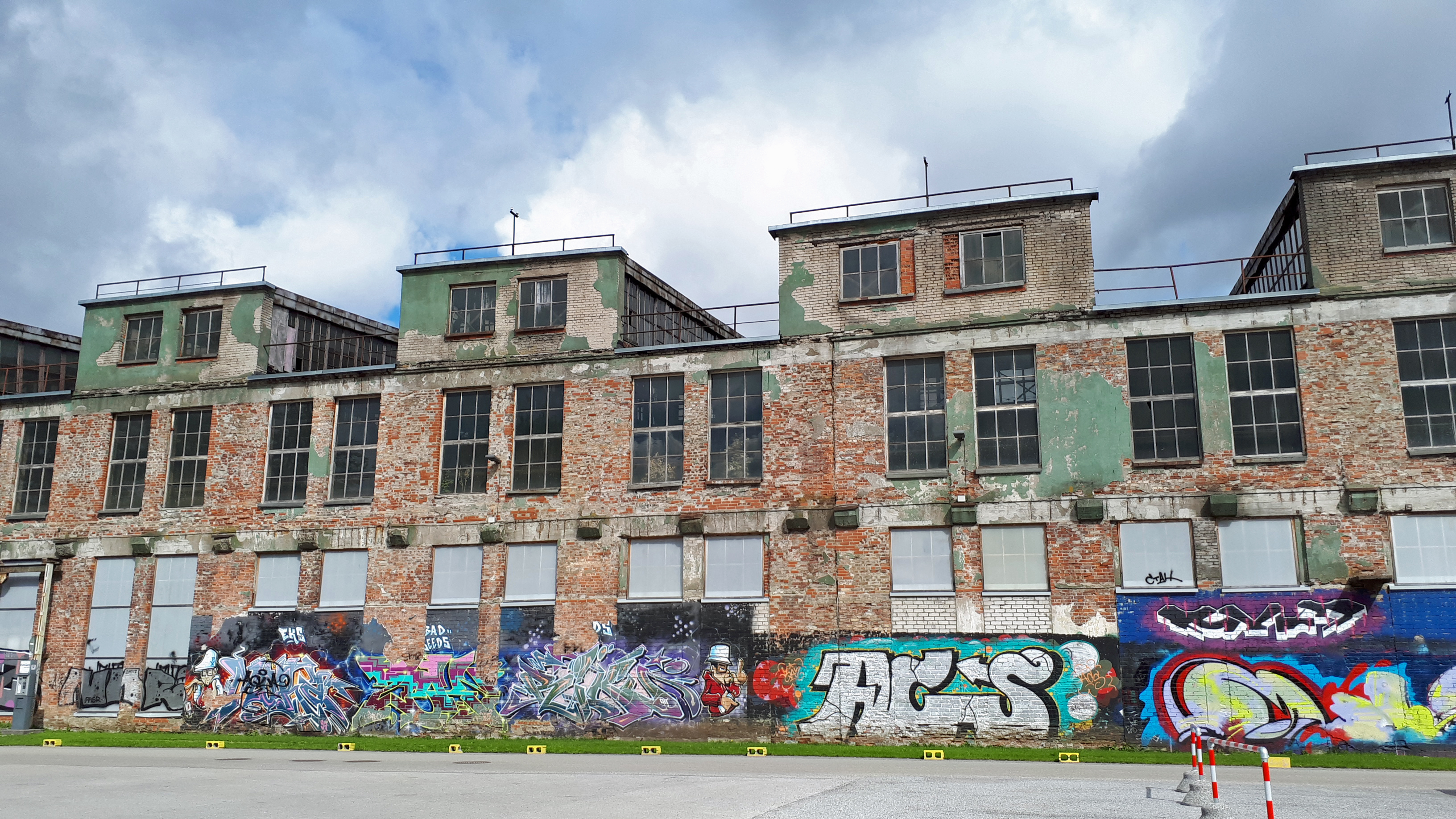